# ЯАЗ-204

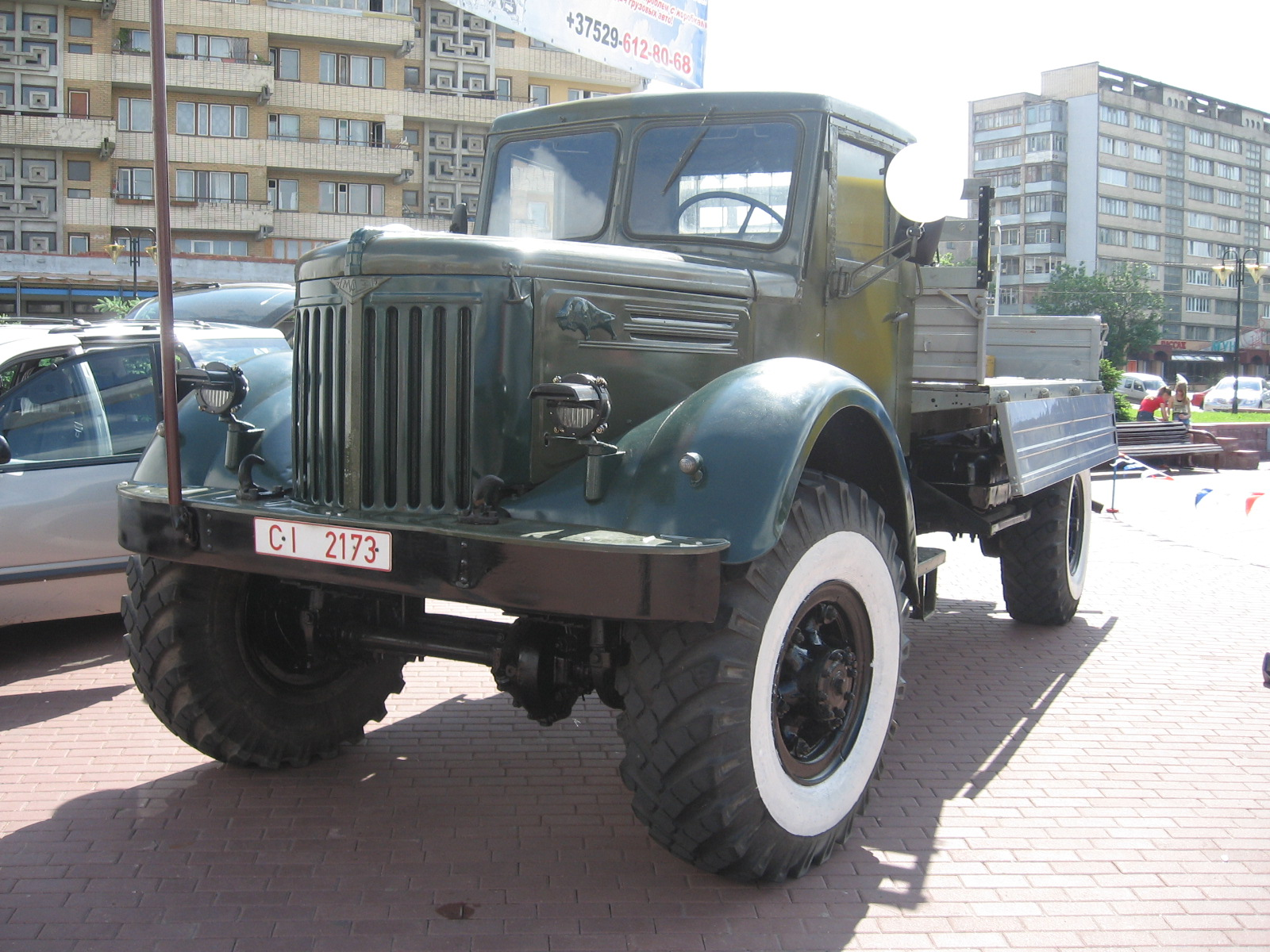
МАЗ-502 с двухтактным четырёхцилиндровым дизельным двигателем ЯМЗ-204

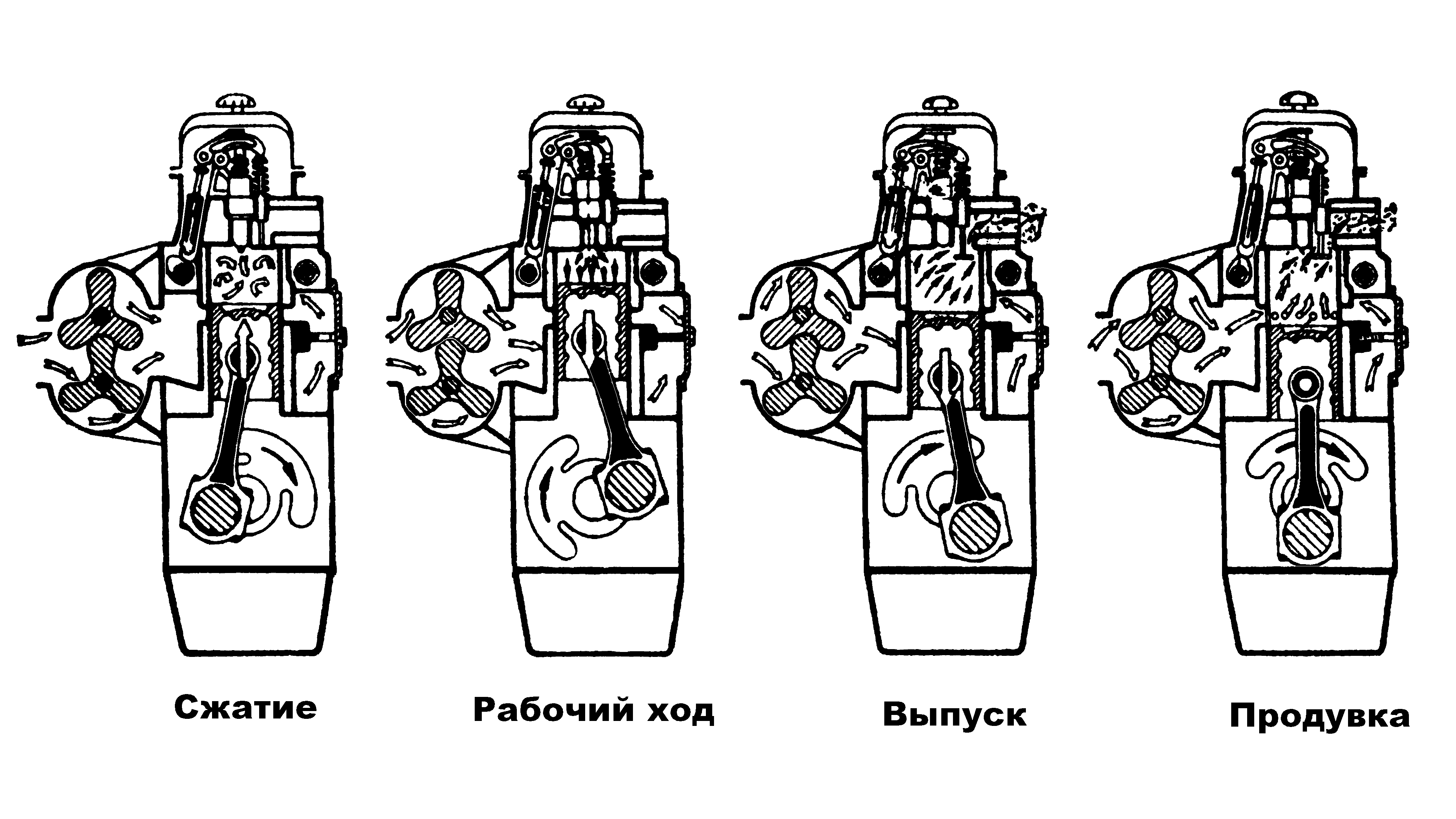
Принцип работы двухтактного дизельного двигателя ЯМЗ-204

ЯМЗ-204 (ЯМЗ-М204) — двухтактный четырёхцилиндровый дизельный двигатель, выпускавшийся на Ярославском моторном заводе с 1947 до, как минимум, 1990-х годов. Использовался на грузовых автомобилях, стационарных и передвижных дизельных электростанциях, компрессорных станциях, мотовозах и катерах.
Является четырёхцилиндровой модификацией шестицилиндрового дизельного двигателя ЯАЗ-206.

## История
В начале 1947 года Ярославским моторным заводом было освоено производство модифицированного (немного упрощённого и с новой, жидкостной вместо электрофакельной, системой подогрева) двухтактного дизельного двигателя — копии американского GMC «4-71» (4 цилиндра объёмом 71 кубический дюйм каждый), разработанного в конце 1930-х годов.

## Описание
Двигатель дизельный, двухтактный, с прямоточной оконно-клапанной продувкой; в основном устанавливался на грузовые автомобили: ЯАЗ-200 и МАЗ-200, ЯАЗ-205 и МАЗ-205, МАЗ-501, МАЗ-502, а также на городской автобус ЗИС-154.
Блок цилиндров и головка блока цилиндров чугунные, со стальными сменными гильзами «сухого» типа.
Воздухоочиститель двухступенчатый, циклонного типа и инерционно-масляный.
Двигатель имеет трёхлопастной двухроторный нагнетатель воздуха типа Рутс с приводом от коленчатого вала при помощи чугунных шестерён. Роторы нагнетателя пустотелые, отлитые из алюминиевого сплава. Корпус нагнетателя так же отлит из алюминиевого сплава.
Топливный насос высокого давления у двигателя отсутствует. Вместо него имеются четыре насоса-форсунки (по числу цилиндров) с приводом плунжеров от распределительного вала через штанги (толкатели) и коромысла.
Регулирование подачи топлива — зубчатой рейкой, связанной с малыми шестернями плунжеров всех четырёх насос-форсунок. Зубчатая рейка проходит вдоль головки блока цилиндров.
Распредвал установлен в блоке цилиндров, привод чугунными шестернями. Выпускные клапаны (по два на цилиндр) приводятся от распредвала через штанги (толкатели) и коромысла.
Двигатель имеет двухрежимный регулятор оборотов: ограничивает максимальные обороты (2000 об/мин) и минимальные (380—400 об/мин). Регулятор оборотов изменяет также опережение впрыска топлива.
Остановка двигателя производится передвижением зубчатой рейки в положение ниже минимальных оборотов. Аварийная остановка в случае «разноса» двигателя ЯАЗ-204 производится опусканием воздушной заслонки перед двухроторным нагнетателем воздуха.
Двигатель отличался довольно значительным потреблением моторного масла.
Также устанавливался на узкоспециализированные транспортные средства, к примеру, на ГПИ-23.

## Характеристики
Двигатель двухтактный рядный четырёхцилиндровый
Диаметр цилиндра: 108 мм
Ход поршня: 127 мм
Степень сжатия: 16
Рабочий объём: 4654 см³
Порядок работы цилиндров: 1-3-4-2
Мощность: 110 л.с при 2000 об/мин (ЯАЗ-204)
Мощность: 120 л.с при 2000 об/мин (ЯАЗ-204А)
Мощность: 135 л.с при 2000 об/мин (ЯАЗ-204В)
Крутящий момент: 461 Н*м (47 кгс*м) (ЯАЗ-204)
Крутящий момент: 471 Н*м (48 кгс*м) (ЯАЗ-204А)
Крутящий момент: 500 Н*м (51 кгс*м) (ЯАЗ-204В)
Обороты максимального крутящего момента: 1300/мин
Масса двигателя: 800 кг